# Laque
Pour les articles homonymes, voir Laque (homonymie).

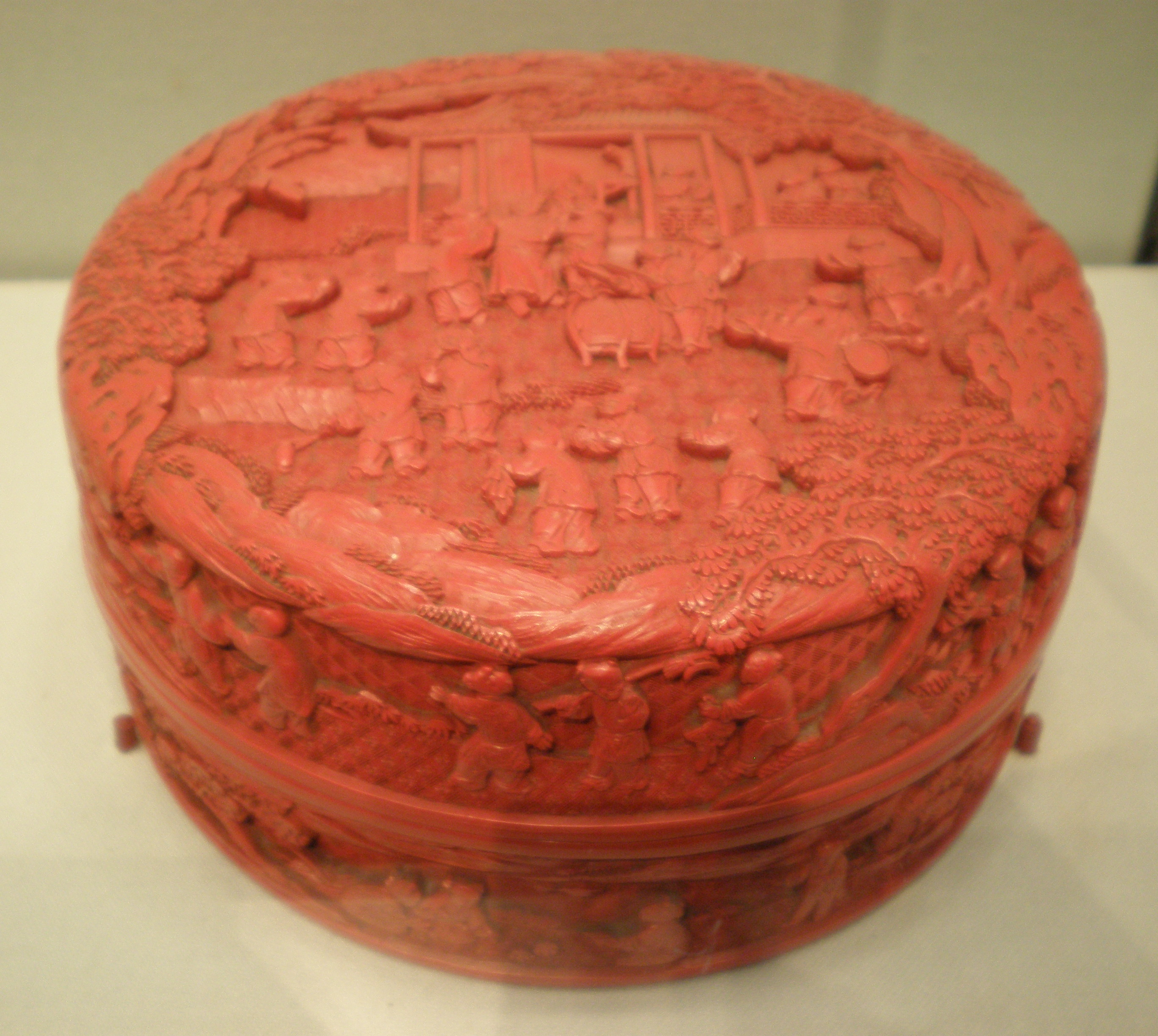
Boîte laquée en laque sculptée avec motif d'enfants, c. 1700-1800, dynastie Qing. Musée d'art asiatique de San Francisco (B60M406).

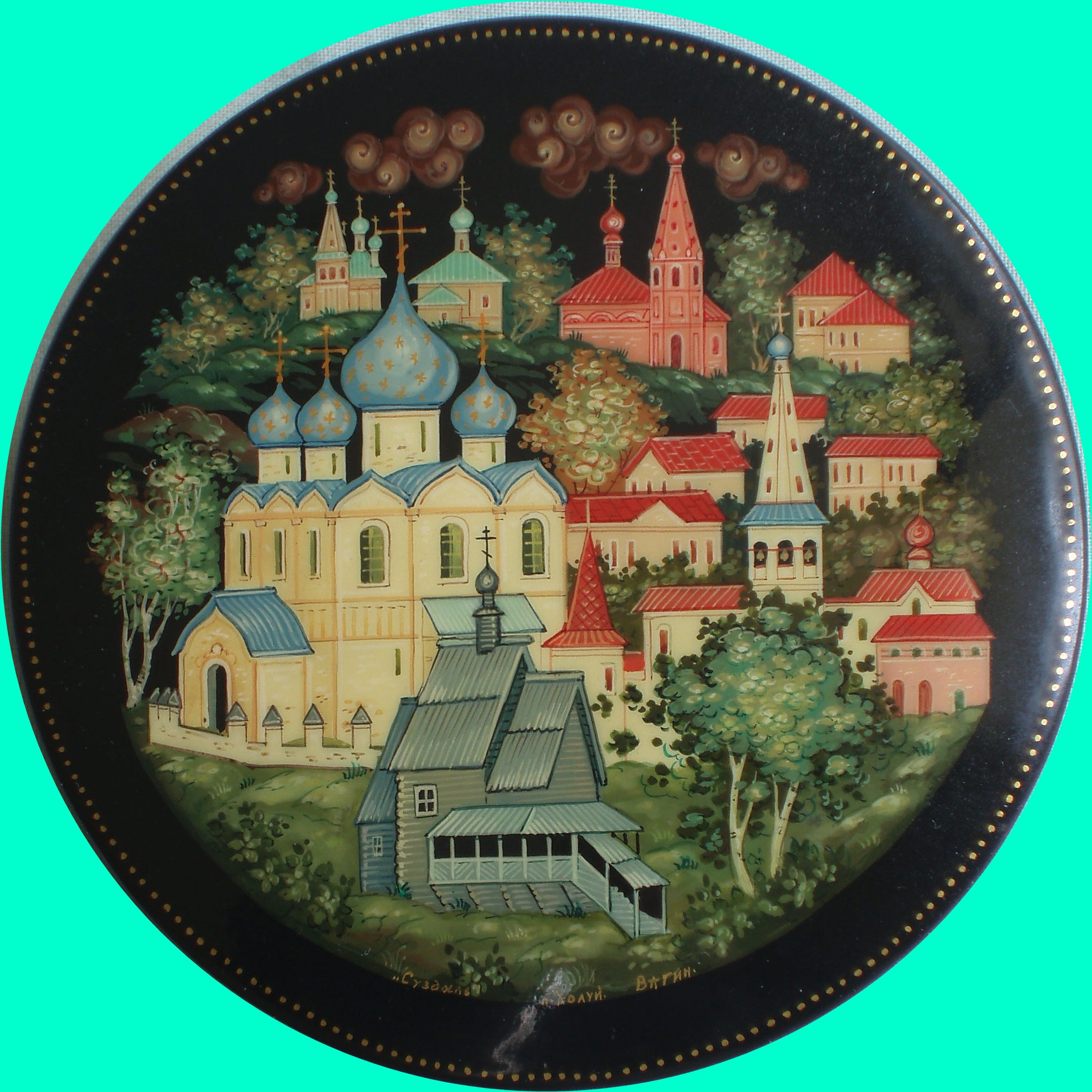
Par extension, de nombreuses peintures brillantes et lisses sont qualifiées de laques (ici, représentation de la ville de Souzdal, sur le couvercle d'une boîte russe ornée par une miniature de Palekh).

La laque est une résine de divers arbustes de la famille des Anacardiacées. Celle-ci forme en « séchant » un revêtement solide, résistant aux intempéries que l'on nomme également la laque (voir aussi vernis du Japon et urushi-e).
On appelle également un laque, au masculin cette fois, un objet fait de laque.
Les réalisations entièrement en laque ont été, dans les temps les plus anciens, dès le néolithique en Chine, utilisées comme objets utilitaires de grand luxe. Ces objets nous sont parvenus en tant que dépôts funéraires, cette matière présentant d'exceptionnelles qualités de conservation. Leur très grande vogue sous la dynastie Zhou (XIe siècle - 481 av. notre ère) a coïncidé avec la vogue pour les métaux incrustés, produisant toutes deux des effets graphiques et colorés similaires. D'autres procédés, comme l'incrustation de nacre dans la laque en Asie du Sud-est et dans l'Extrême-Orient, en général, et les assemblages de feutre dans l'art des steppes sont des procédés tout autant similaires et témoignant de très fortes relations culturelles interrégionales. Les laques secs et les bois sculptés laqués ont marqué l'art de la sculpture dans le Japon médiéval. Le Japon a produit, dans cet ensemble culturel extrême-oriental, de très nombreux laques réalisés par des créateurs aussi célèbres, au Japon, que les plus célèbres graveurs d'estampes de l'Ukiyo-e. En Occident, la laque est pratiquée et elle a ses maîtres artisans depuis le XVIIe siècle jusqu'à aujourd'hui.
Dans le monde moderne du XXe siècle, les peintures à base de résines thermodurcissables (alkydes ou glycérophtaliques) et les peintures polyuréthanes sont utilisées comme liants dans le domaine des peintures dites « laquées » : « laques alkydes » ou « laques glycérophtaliques » . En dehors de l'aspect brillant et coloré, la comparaison de ces produits est impossible avec la laque naturelle, dans toutes ses propriétés dont la souplesse et surtout la longévité, son très haut pouvoir d'adhérence, son caractère imperméable et imputrescible, sa résistance à l'usage. Toutes qualités que les laques industrielles ne possèdent pas.[réf. nécessaire]

## Histoire

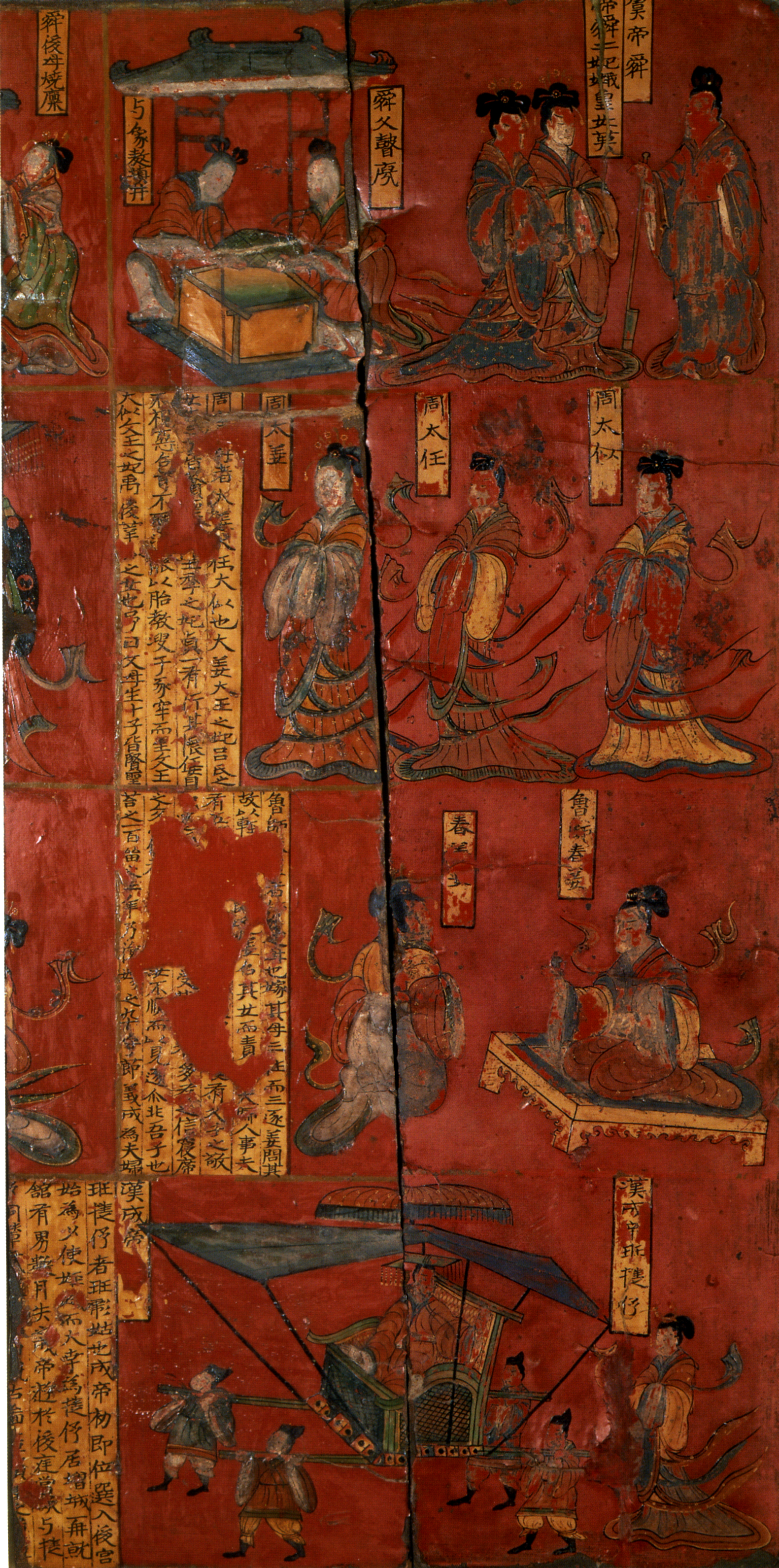
La piété filiale de Shuen et le dévouement de ses épouses. Daté de 484, dynastie Wei du Nord (Dynasties du Nord et du Sud, 420-589) Tombe de Sima Jinlong. Musée de Datong, Shanxi.

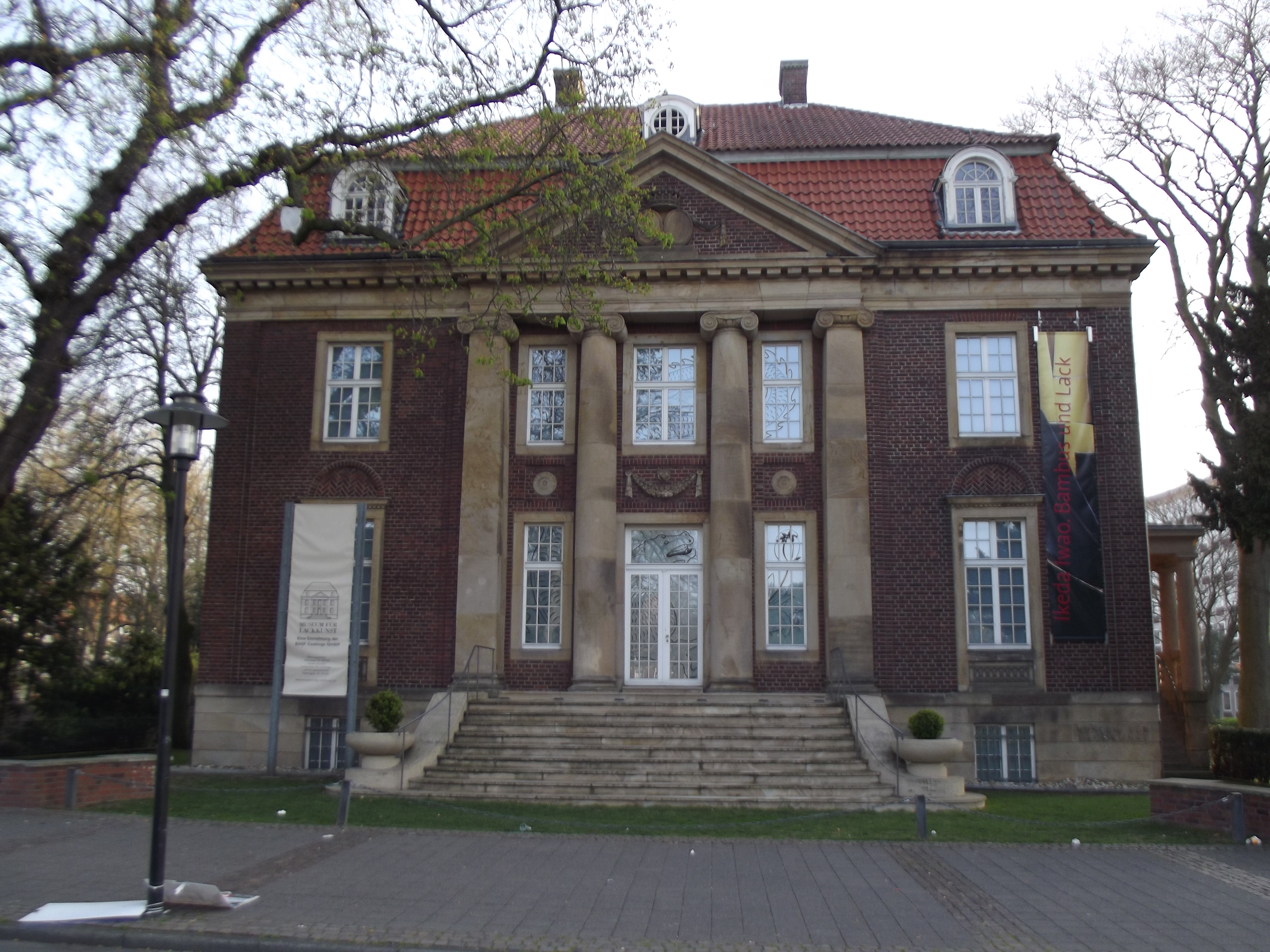
Le Musée de la laque à Münster, Allemagne.

### Aux origines de la laque
En Chine, la laque prend ses racines il y a plus de 3 000 ans. Elle apparaît au Japon sensiblement à la même époque, à la première moitié du Jōmon archaïque, entre -4000 et -3000. Sa technique s'est développée ensuite dans toute l'Asie du Sud-Est. Appliquée sur le bois elle le protège en l'imperméabilisant.
Dès l'origine on s'en servait, donc, pour protéger et aussi comme colle, par exemple pour faire adhérer des inscriptions en or sur des armes de bronze, dès la plus haute antiquité chinoise. Mais son usage principal semble avoir concerné la protection des cercueils dès l'époque de la dynastie Zhou. La production de laque s'est accrue et démocratisée dès le IVe siècle avant notre ère. On produisit ainsi des objets de vaisselle, dont certains exemplaires ayant servi de dépôts funéraires se sont parfaitement conservés. La laque pouvait s'appliquer sur de fines feuilles de bois, comparables à nos feuilles de contreplaqué, que les artisans courbaient par la chaleur et en utilisant des moules. En mélangeant des pigments à cet enduit on obtenait une riche palette de couleurs : rouge, noir, jaune, blanc, brun et bleu. Sous la dynastie Han, du IIIe siècle av. J.-C. au IIIe siècle après notre ère, elle fut utilisée pour protéger les armes, les objets ménagers et les meubles. Les dépôts funéraires dans les tombes de Mawangdui ont montré la parfaite maîtrise des artisans de cette époque et l'extrême vogue de cette technique deux siècles avant notre ère.
En Birmanie, les origines de la laque semblent apparaître avec les pagodes de Bagan au XIIe siècle.
Au Japon, comme il vient d'être dit plus haut, la laque est très utilisée au Jōmon archaïque, entre -4000 et -3000 ; les plus vieilles traces archéologique d'utilisation de la laque sont cependant plus antérieures d'environ 3000 ans. Elle sert, en particulier à recouvrir, pour les imperméabiliser et les préserver, des vases en terre cuite. On a pu même découvrir des bols à anse et à bec verseur, ou aiguières, en bois, d'une extrême finesse (4 mm d'épaisseur) et datant de -2000 à -1000, exceptionnellement préservées dans des zones humides et recouverts de laque noire et rouge.

Toujours au Japon, la laque sèche creuse est utilisée en sculpture au VIIIe siècle et abandonnée ensuite. Encore au VIIIe siècle, la laque sur bois, bambou, cuir ou vanneries, est souvent laissée unie, mais elle peut être peinte, incrustée de nacre, de découpes métalliques décorée de motifs peints à l'huile. De nombreux laques, relevant des techniques les plus diverses et les plus complexes ont été conservés au Japon depuis cette époque faisant du Japon le conservatoire de techniques oubliées, alors, en Chine. Et les artisans y déploient toute leur créativité pour en enrichir le répertoire jusqu'à aujourd'hui. Comme le laque d'or, dont la vogue est bien documentée depuis le XVIIe siècle. Les trousseaux pour les filles des shogun et des seigneurs sont alors constitués en laque, et ces objets, décorés de laque d'or n'étaient pas toujours destinés à un usage quotidien. Ils constituaient un patrimoine et étaient transmis d'une génération à l'autre, en tant que trésor familial.
En Europe, dans les années 1680, la dynastie des Dagly de Spa, en principauté de Liège, réalisa des imitations fort prisées, appelées le vernis Dagly qui firent une bonne part de la renommée européenne de la ville d'eau et qui brisèrent le monopole de la Hollande qui resta longtemps la seule importatrice de laques japonaises (le goût pour l'Orient mythique). Puis en 1730, les frères Martin de Paris mettent au point une imitation de laque à base de copal, le vernis Martin. Ce vernis comporte toutefois un gros défaut : il est fragile à l'eau. À la fin du XVIIIe siècle, la reine Marie-Antoinette réunit une collection de laques japonais,.
Vers le milieu du XIXe siècle, les progrès de la chimie permettent la mise au point d'un vernis laque de meilleure qualité. Pendant la Première Guerre mondiale, la laque fut employée pour renforcer la résistance des hélices d'avion.
Au XXe siècle des vernis laque performants sont mis au point grâce à de nouvelles formules et à des vernis durcissant à l'air. On voit apparaître des laques nitrocellulosiques, glycérophtaliques ou polyuréthanes. Ces « laques modernes » furent employées à partir des années 1930 par des décorateurs du mouvement Art déco sur toutes sortes de supports : contreplaqué, latté, aggloméré ou encore tôle d'aluminium. D'autres comme Jean Dunand sont restés fidèles à la laque végétale.

### Quelques maîtres artisans célèbres
- Chine
  - Huang Xia Wu, dynastie Song, 960 - 1279
  - Chang Cheng, dynastie Yuan, 1279 - 1368
  - Chen Ching, dynastie Ming, 1368 - 1644
  - Lao Wei, dynastie Qing, 1644 - 1910

- Japon
  - Naga Shige, 1599 - 1651
  - Kanō Naonobu, 1607 - 1650
  - Kaji Kawa, Japon, †1682
  - Ta Tsuki Yei Suke, XIXe siècle
  - Zechin, XIXe siècle, probablement le maki-e-shin (laqueur) le plus prisé
  - Gonroku Matsuda, XXe siècle
  - Katsutaro Yamazaki, XXe siècle
  - Tomio Yoshino, XXe siècle

- Europe
  - Gérard Dagly, dynastie des Dagly, XVIIe siècle
  - Les frères Martin de Paris, XVIIIe siècle
  - Eileen Gray, 1879-1976, (artiste, artiste laqueur, designer, architecte irlandaise installée à Paris Art déco, modernisme)
  - Jean Dunand, 1877 - 1942 (artiste laqueur de la période Art déco)
  - Gaston Suisse, 1896 - 1988 (artiste laqueur de la période Art déco)
  - Frédéric Halbreich, « L'art de la laque dans l'art pur » peintre laqueur depuis 1996.

## Le processus

### Récolte de la résine
On prélève la résine, un peu comme on le fait avec le latex sur les hévéas, par des entailles à la base du tronc sur lequel sont fixés de petits bols en bambou. La résine ou le latex (non la sève qui est un fluide nourricier d'autre nature) du laquier (Toxicodendron vernicifluum) a une très forte qualité adhésive et un brillant magnifique.
Selon les régions on la récolte sur :
- le laquier (Toxicodendron vernicifluum) en Chine populaire et Taiwan (qīshù, chinois simplifié : 漆树, traditionnel : 漆樹), en Corée (ocnamu 옻나무), au Japon (urushika en japonais, ウルシ科), au Viêt Nam, en Thaïlande et en Birmanie ;
- Toxicodendron succedaneum à Taïwan et au Viêt Nam ;
- Melanorrhoea usitata en Thaïlande et en Birmanie, appelé localement « Thit-si ».

### Réalisations

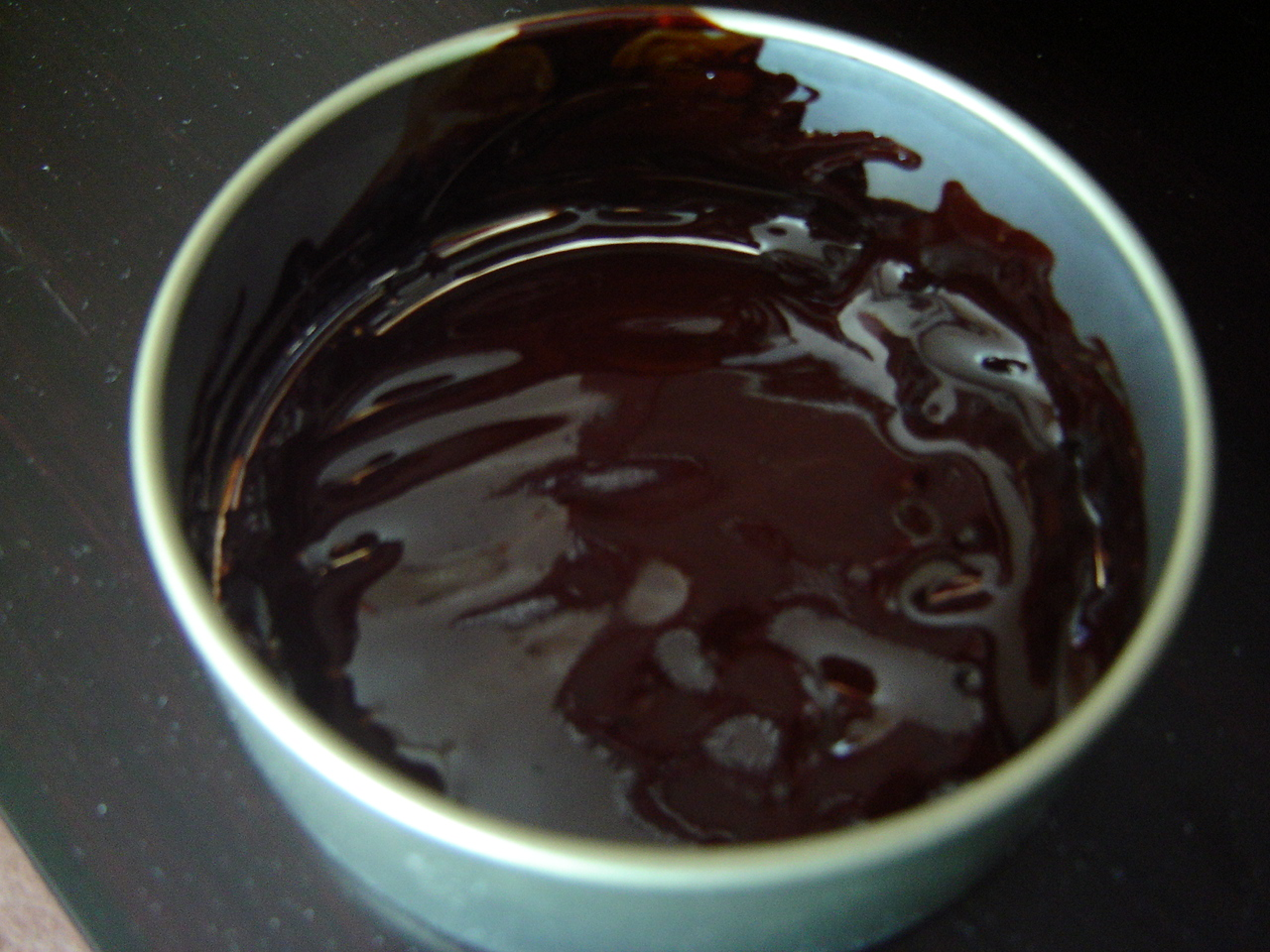
Mélange de laque, d'eau et de térébenthine, prêt à enduire.
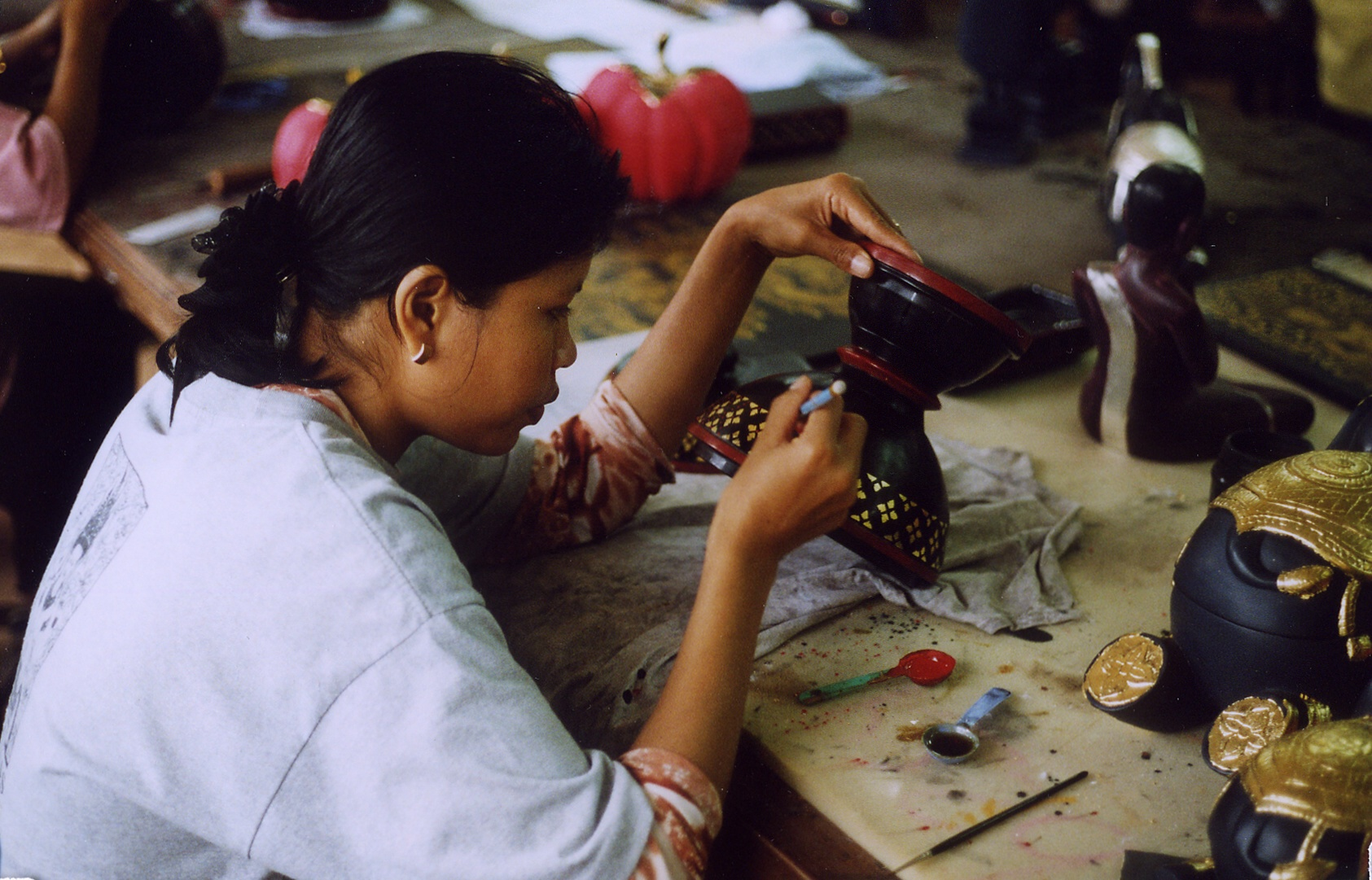
Artisans d'Angkor : une femme travaille à un vase laqué de tradition khmer.

### Quelques principes de base
- La résine récoltée doit être utilisée dès qu'elle a été filtrée et purifiée, colorée ou nature. Elle sèche en formant un film insoluble et sans pores.
- La laque adhère sur de nombreuses surfaces, bambou, bois, feuilles de palmier, métal, cuir…
- Elle possède de nombreuses qualités comme de rendre imperméables les objets qu'elle recouvre, elle résiste aux insectes et garde en toutes occasions sa flexibilité.
- La laque naturelle s'utilise par application de couches très minces ; la qualité de la laque est déterminée par le nombre de couches — sept couches pour une belle laque ; les Chinois peuvent passer jusqu'à 18 couches sur les plus beaux objets sculptés. Ces couches très minces sont séchées puis polies avec un mélange de poudre de brique broyée impalpable, de sang de cochon et d'huile Tsong-Yeou, avant application de la couche suivante.
- La peinture, apposée en surface, est, elle aussi, préparée avec de la laque dans laquelle est incorporé du camphre pour la rendre plus fluide, et des pigments colorés minéraux : cinabre pour le rouge, orpiment pour le jaune, Taï-Tsi pierre violette pour le violet, feuilles d'or pour le blanc. La couleur est obtenue en fonction des produits naturels ou chimiques incorporés, de l'oxyde de fer pour le noir, du sulfure naturel de mercure pour le vermillon, du sesquioxyde de fer pour l'ocre rouge, du sulfure d'arsenic pour le jaune, mélange de jaune et de noir pour le vert.
- Il est impossible de réparer les cassures quand elles se produisent dans la laque. Une réparation, si bien faite soit-elle, se voit toujours.

Les Chinois distinguent trois grands types de laque du nom des localités où on les prépare :
- Nien-Tsi ;
- Si-Tsi : ces deux premières variétés étant de moins bonne qualité servent souvent à la fabrication de la laque noire nommée Yang-Tsi par adjonction de noir d'os de cerf ou de noir d'ivoire et d'huile de thé rendue siccative par l'action de sels d'arsenic ;
- Kouang-Tsi : cette dernière variété est la plus belle. Sa qualité provient d'une moindre présence d'eau dans la laque. On la dilue dans une huile appelée Tsong-Yeou.

### La laque burgautée
En Chine (dynastie Ming, et surtout Qing) la laque burgautée (incrustée de nacre) fut utilisée pour couvrir de petites pièces de bois ou de porcelaine (technique dite « lo tien »). La même technique d’incrustation (dite « aogai ») était répandue au Japon au cours de l'époque d'Edo. La burgaudine est la nacre du burgau – nom de plusieurs sortes de coquillages. C’est Haliotis tuberculata qui était utilisé en Chine et au Japon. La technique de la laque arriva en Europe dès le XVIe siècle et se répandit rapidement. Elle fut pratiquée, par exemple, par Johann Martin Heinrici (1711–1786), peintre sur porcelaine à la manufacture royale de Meissen à partir de 1742. Sa spécialité était l’incrustation de nacre.

## Travail de la laque au Japon

### Les outils
- Tsutsu, instrument de saupoudrage. Sert à saupoudrer la surface de la laque encore fraîche de poudre d'or, d'argent ou d'un mélange de différents métaux. Le tsutsu est une tige creuse de bambou taillée en biseau pointu à une de ses extrémités. L'artiste prélève un peu de poudre qu'il vaporise sur la laque poisseuse en soufflant avec sa bouche à l'autre bout du tube. Le tsutsu est le symbole du laqueur au même titre que la palette et le pinceau sont le symbole du peintre.
- Hake, pinceau large et plat.
- Hera, spatule.
- Fude, terme général pour désigner un pinceau quelle que soit sa forme.
- Outil à polir. Généralement il s'agit de la canine d'un chien montée sur un manche.
- Une lame de rasoir.
- Sachets contenant des pigments, de la poudre d'or, d'argent ou d'alliages de métaux de différentes granulations. Ces dernières dépendent de l'effet recherché. Les pigments sont toujours des pigments naturels (par exemple, la poudre de charbon de bois pour le noir).
- Une enceinte close, le muro, dans lequel l'objet fraîchement laqué sera mis à sécher à l'abri des poussières et en atmosphère humide et chaude. Une attention toute particulière, véritable esclavage pour l'artiste, doit être apportée à l'entretien de son muro. Des réchauffeurs maintiennent une température idéale alors que des bols remplis d'eau assurent une humidité constante. L'artiste doit veiller à ce que les parois de l'enceinte ne ruissellent pas. Pour ce faire, il doit les éponger régulièrement. Le temps de séchage varie suivant le type de laque et l'hygrométrie de l'air extérieur. La moyenne est de trois jours. Il est impératif que le séchage complet soit respecté, faute de quoi, la laque restera collante et impropre à être poncée et polie.

### Les procédés
Il faut distinguer :
- Les laques sculptées. Dans la technique dite guri, une ornementation d'arabesques est sculptée en V dans l'épaisseur de la laque qui doit, de ce fait, avoir une épaisseur suffisante. Plus de 20 couches de laque peuvent être nécessaires. Une variante consiste à superposer des couches de laques de couleurs différentes. La sculpture fera apparaître les différents coloris étagés sur la tranche de la coupe.

La technique de la laque sculptée (en) apparue en Chine au VIIe siècle (sous les Tang), connut son plein essor sous les Ming et Qing. Ces laques rouges dite de « Pékin » s’obtiennent en appliquant plusieurs dizaines de couches de laque puis en les sculptant. Leur couleur dominante est un rouge vermillon obtenu par une très fine mouture de cinabre ; d'où le nom de « laques de cinabre » qui leur est encore fréquemment donné.
- Les laques décorées par incorporation de pigments ou de poudre d'or et/ou d'argent : maki-e. Parmi ces laques, on retiendra les décors connus sous les vocables de togidashi, hiramaki-e et takamaki-e.
  - Décor togidashi : les différents décors sont exactement au même niveau que le fond. Il n'y a aucune surépaisseur. Après avoir recouvert l'objet d'une couche uniforme (habituellement noire ou or) de laque. Sur ce fond, l'artiste implante le décor qui se trouve ainsi en relief. Il recouvre alors la totalité de l'objet, y compris son décor, de laque de la couleur du fond puis, par ponçage, il dégage le décor qui se trouve ainsi être exactement au même niveau que le fond. Cette technique est dite sumi-e togidashi lorsqu'elle imite les dessins orientaux peints avec une encre noire (sumi-e : peinture à l'encre noire). Elle a été très utilisée par Sunshô[12]
  - Décor hiramaki-e : les différents décors sont en faible relief sur le fond (pas plus que l'épaisseur d'une couche de laque).
  - Décor takamaki-e : les décors, habituellement en laque d'or, sont en fort relief par rapport au fond. Cet effet est produit par l'incorporation à la laque d'épaississants (par exemple, une quantité plus ou moins importante de poudre de charbon de bois donnera une laque plus ou moins épaisse). Une laque contenant beaucoup d'épaississant aura tendance à moins « s'étaler » qu'une laque qui en contient moins. Les couches de laque ainsi épaissies sont superposées jusqu'à obtenir l'effet souhaité puis recouvertes d'une couche de laque de finition (en général, une couche de laque d'or).

Avant que la dernière couche de laque soit sèche, l'artiste (le maki-e-shi) peut décider l'incrustation d'éléments en nacre (usugai raden), ivoire, or, corail, etc. ou même d'éléments que l'artiste a confectionné lui-même à partir de laque qu'il aura colorée puis sculptée à l'aide du bord tranchant du tsutsu et mise ensuite à sécher sur une plaque de verre (c'est un des avantages du tsutsu par rapport à un autre moyen de pulvérisation).
La division entre les différents décors n'est pas aussi tranchée. Un même objet peut incorporer deux, voire trois types de décors.
L'artiste commence par confectionner une âme en bois de l'objet (en général du bambou) qu'il amincit par usure. À ce stade, la pièce est bien régulière et lisse. Elle ne mesure pas plus d'un demi-millimètre d'épaisseur. Il peut alors entreprendre le travail de laquage proprement dit. Il procède par couches superposées en respectant un temps de séchage qui peut atteindre plusieurs jours entre chacune d'elles. Une fois sèche, la laque est poncée puis soigneusement polie à l'aide de la dent de chien jusqu'à ce que sa surface soit parfaitement lisse. Le maki-e-shi peut alors appliquer la couche de laque suivante qu'il mettra également à sécher. Un objet peut comporter ainsi jusqu'à vingt couches successives si la laque est destinée à être sculptée. Le même minutieux travail de ponçage et de polissage est effectué entre chaque couche.
Un minimum de deux couches est nécessaire à une laque d'or : une couche de base et la couverture de finition. Pour réaliser la couche de base, l'artiste saupoudre, à l'aide du tsutsu, la laque encore poisseuse de poudre d'or dont le grain est fonction de l'effet désiré. Les particules adhèrent fortement à la laque au cours du séchage. L'or qui n'a pas adhéré est récupéré par brossage. Un polissage vigoureux donnera une teinte uniforme. Une couche de laque translucide (shuai urushi) est ensuite appliquée en finition. Le ponçage et le polissage de cette dernière l'amincissent jusqu'à ce que la couche or du fond transparaisse sous la couche de finition. Les particules d'or sont ainsi emprisonnées dans la laque. Par usure, la dorure paraît de plus en plus brillante au fil du temps. Parfois, au lieu de teinter la laque dans sa masse selon une des méthodes décrites au paragraphe « fabrication » du présent article, le laqueur peut décider de déposer les pigments sur la laque encore poisseuse comme il le ferait pour des particules d'or (poudre de charbon de bois pour le noir, cochenille pour la couleur rouge foncé, etc.). En mélangeant différents pigments, le maki-e-shi obtient des nuances de couleurs. Ces couches colorées seront toujours recouvertes d'une couche de laque translucide qui sera poncée puis polie. Lorsque les particules sont extrêmement fines, il est impossible de les saupoudrer à l'aide du tsutsu sous peine de les voir voler et se coller au hasard sur la laque ou s'agglomérer par plaques. Il faut alors les appliquer au pinceau ou à l'aide d'un fil de soie.
- Techniques dérivées. Le Japon a également vu l’apparition d'une technique particulière d'utilisation de la laque appliquée à la réparation de céramiques, le kintsugi. Cet art consiste à réparer les objets cassés avec la laque urushi, ou vernis du japon, puis, une fois secs, à souligner les cicatrices des fêlures avec la laque fraîche sur laquelle est saupoudrée un métal (le plus prisé étant l'or) en poudre. Les failles apparaissent alors comme recouvertes d'or et confèrent à l'objet une originalité et une valeur nouvelle[13],[14].

### Sculptures japonaises en bois laqué et laque sec
- Le bois sculpté peut être laqué suivant les procédés décrits ci-dessus. De nombreuses sculptures bouddhistes de Chine, du Tibet et du Japon ont survécu grâce à ce procédé.
- La sculpture en laque sec, creux[15], peut aussi être réalisée par superposition, sur une âme de terre, de couches de chanvre imbibées de laque : le chanvre peut être tissé (couche inférieure) ou haché afin de produire une pâte ce qui permet de réaliser des reliefs (couches supérieures).

La technique du laque sec est, dans la partie consacrée à l'art bouddhique, et de manière emblématique par la statue d'Asura, de l'époque de Nara, un des protecteurs du Bouddha, commandé par l’Impératrice Kōmyō pour le temple du Kofuku-ji. Une armature en bois est réalisée afin d'être habillée d'argile modelée, pour donner la forme globale de la statue. On va recouvrir l'ensemble sur toute sa hauteur de couches de chanvre imbibées de laque liquide, avec un temps de séchage intermédiaire entre chaque couche. Ceci formera une coque rigide et solide de la même forme que l'argile modelée.
Une fois toutes ces opérations réalisées, une ouverture sera pratiquée à l'arrière de la statue pour retirer l'argile, ne conservant que la coque et l'armature en bois. Le chanvre ayant séché, la structure reste stable. L'ouverture est ensuite recousue de fils de chanvre, et l'ensemble de la statue est recouvert d'une dernière couche de laque et d'argile, ce qui va permettre de retravailler le modelé final de la statue. Les détails, comme les doigts sont constitués d'une armature de fil de fer enveloppée de cordelettes et de tissus de chanvre et mis en forme à l'aide d'un mélange de sciure de bois et de laque, le kosuko. Une fois l'ensemble durci, ce mélange peut servir de couche d'apprêt pour les couleurs et la dorure. Cette technique permet des statues très légères et un grand modelé.
De très rares sculptures réalisées avec cette méthode ont survécu, pour la plupart de l'époque de Nara, au Japon, avant 760.

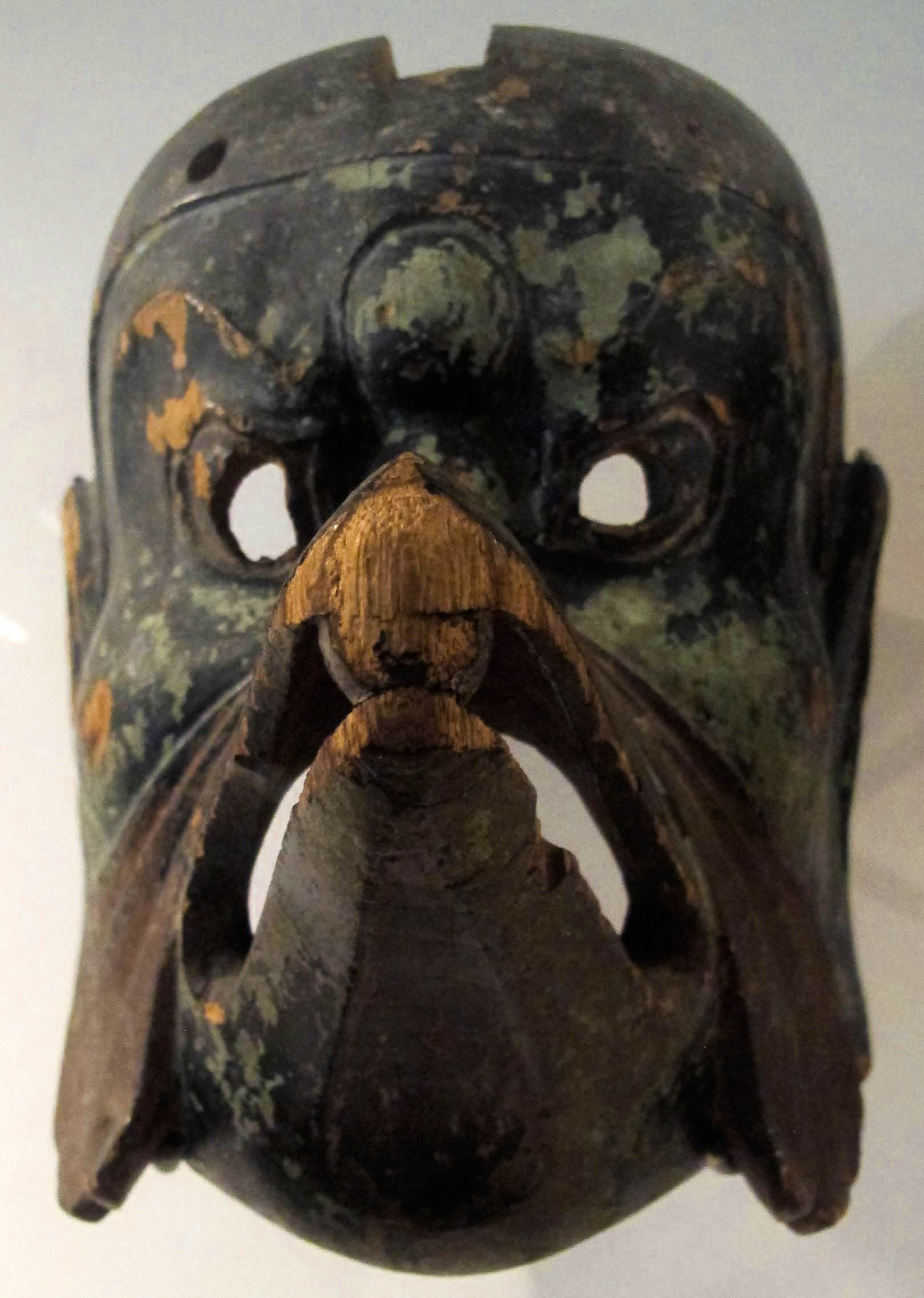
Masque de Gigaku[18]. Époque de Nara (710 -794). Japon, VIIIe siècle. Bois laqué et peint. H : 28,3 cm. Musée Guimet, Paris.
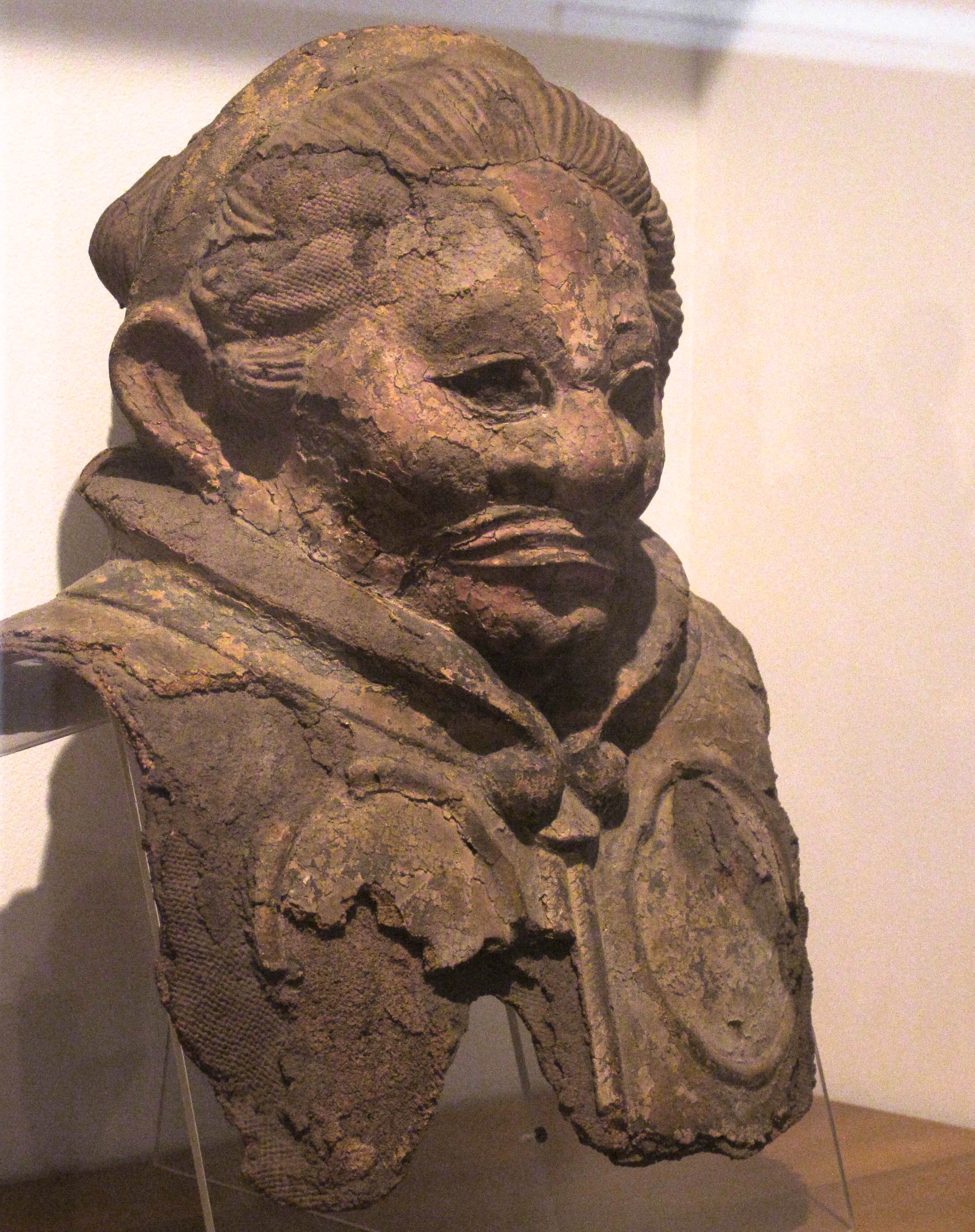
Buste de roi céleste (japonais : tennō ; sankrit : lokapāla). Époque de Nara, fin du VIIIe siècle. Laque sec (dakkatsu-kanshitsu). Musée Guimet, Paris.
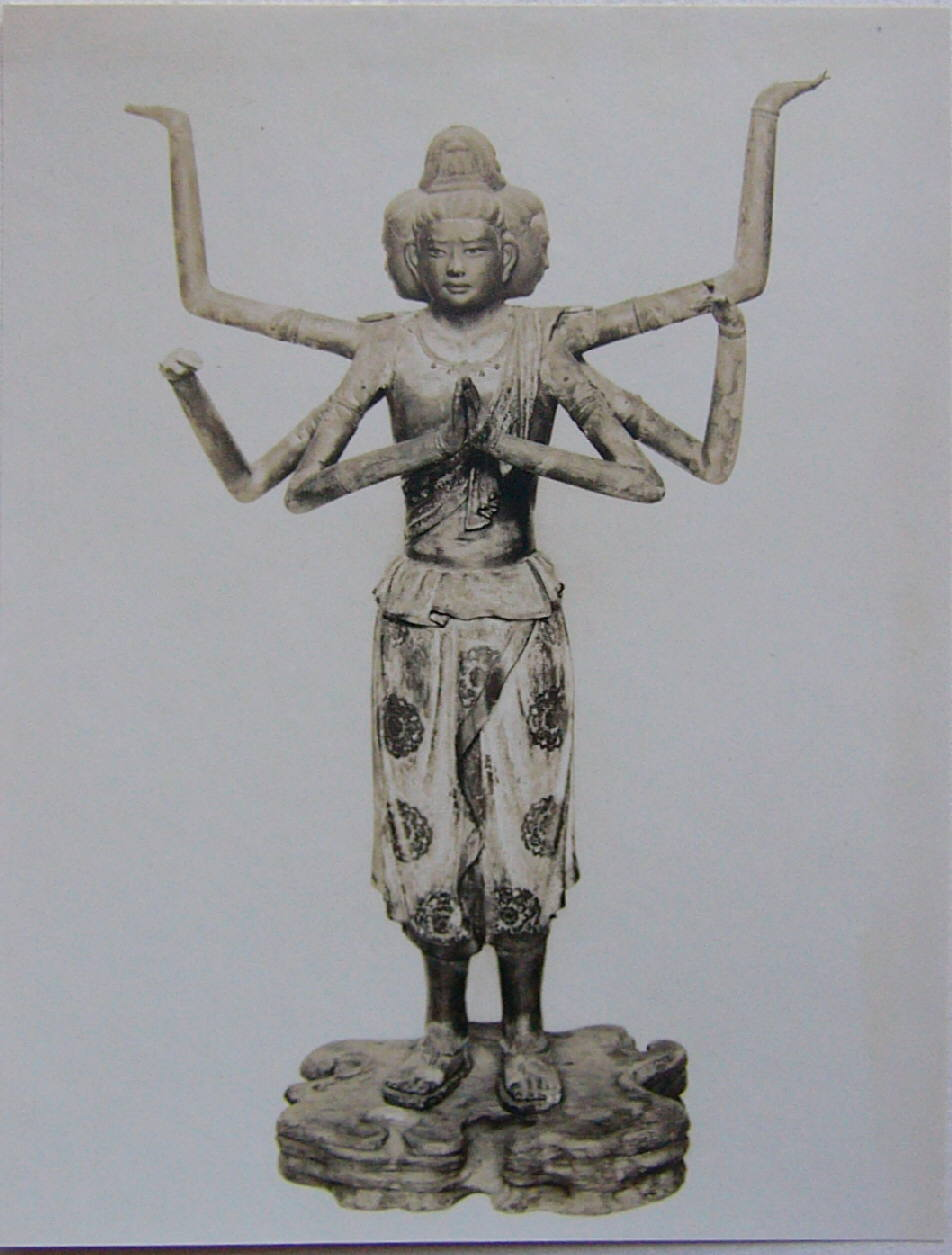
Ashura, un des huit protecteurs du Bouddha et de sa Loi, daté 734, statue de laque sèche creuse (laque, tissus, bois, couleurs), H. 1,49 m. Kofukuji, Nara.
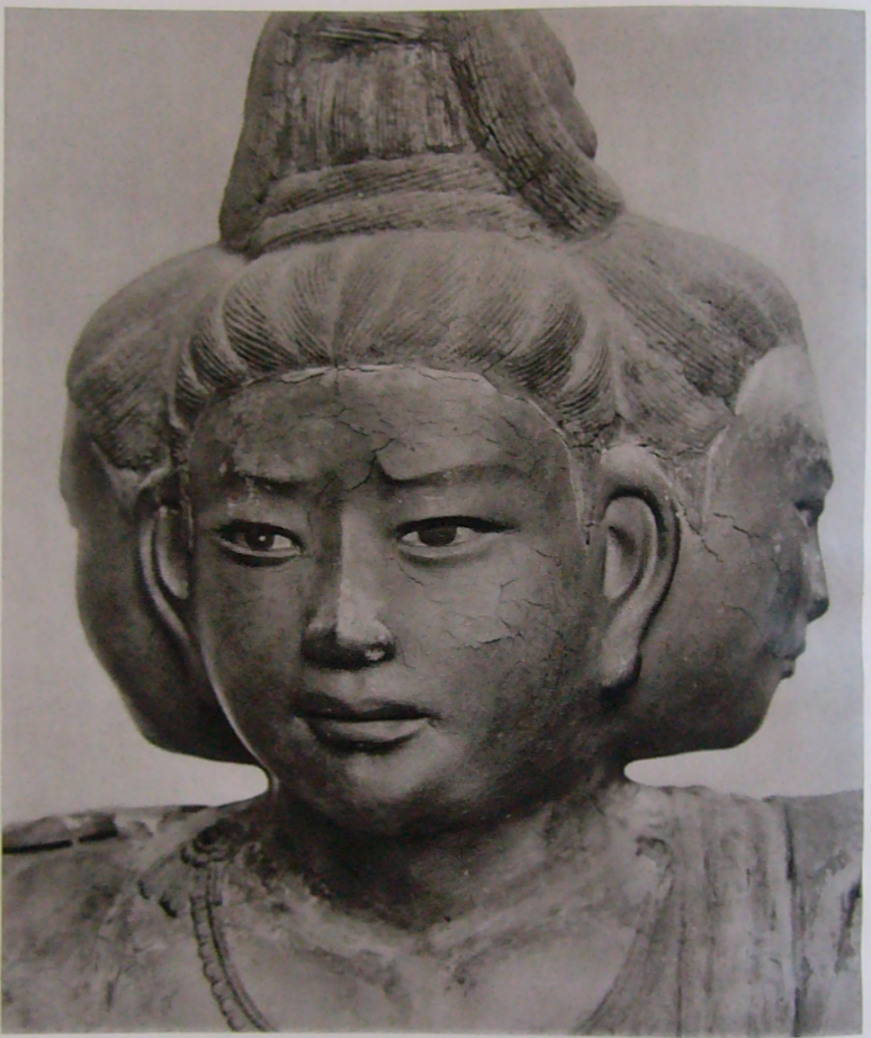
Ashura, détail.
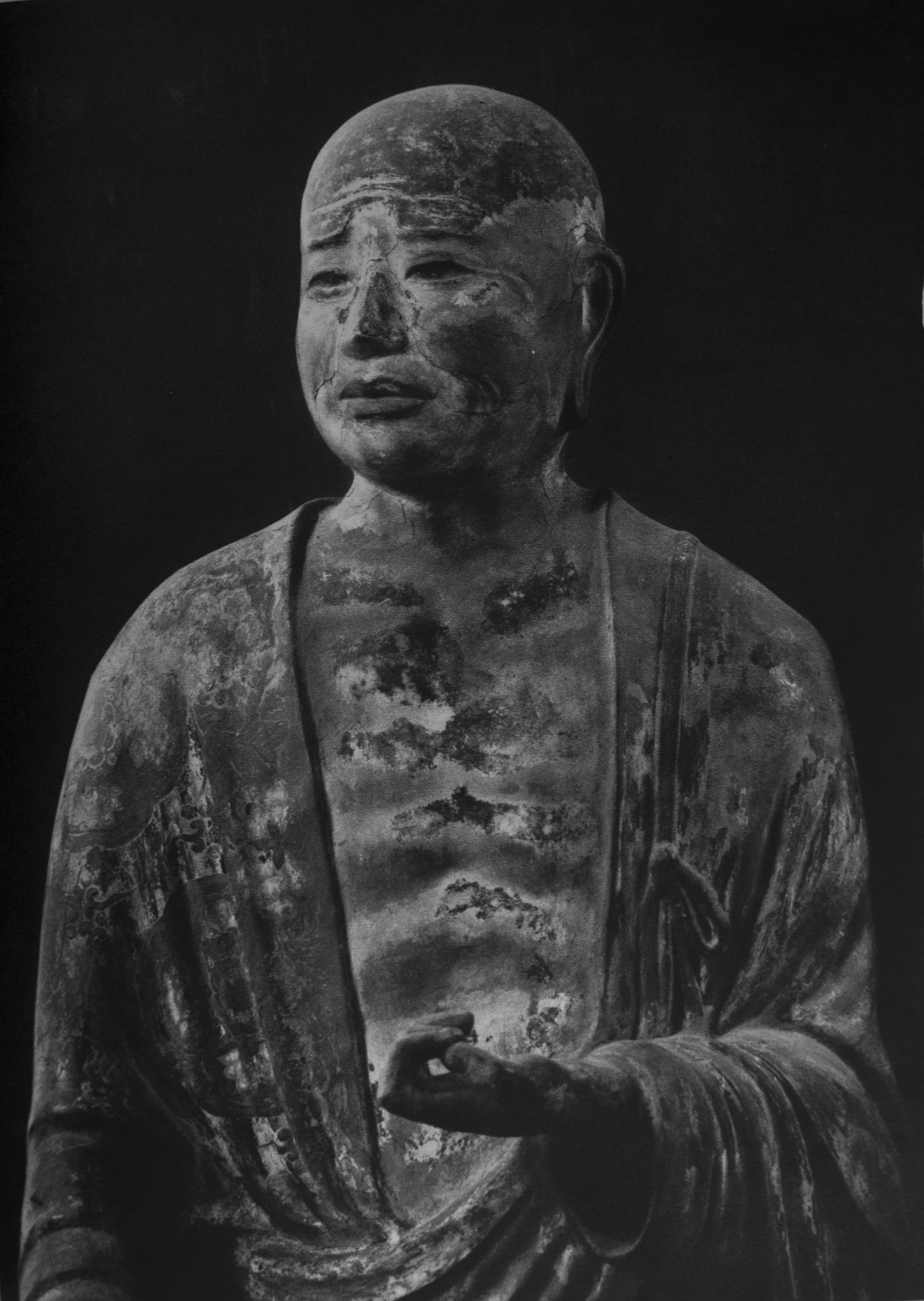
Furuna, un des dix disciples de Bouddha. Laque sèche creuse, H. 1,40 m environ. Epoque de Nara, 734. Kofukuji, Nara.

### Glossaire des termes japonais
- Fundame : couleur or mat
- Gimpun : poudre d'argent
- Hirame : paillette d'or similaires au nashiji. Existe en 7 à 8 granulométries comme le nashiji, La différence est qu'elles sont deux à trois fois plus épaisses puis aplaties par pression. Leur intérêt réside dans le fait qu'étant épaisses, elles acceptent un polissage plus intense et sont donc plus brillantes. Les ôhirame sont de grandes plaques de hirame trop importantes pour être mises en place à l'aide du tsutsu. Il faut alors les piquer sur une épingle ou une aiguille en bambou pour les déposer à la surface de la laque humide.
- Kabon urushi : noir mat obtenu par pulvérisation de poudre de charbon de bois. Utilisé lorsque le noir brillant du roiro n'est pas souhaitable.
- Keshifun : poudre d'or quasiment impalpable tant la granulométrie en est faible. Le keshifun et les deux ou trois premières granulométries de kimpun ne sont utilisées que pour les faces intérieures des compartiments (naibu) ainsi que pour leurs bords (ikkake ou ikake) et les épaulements (tachigari).
- Kimpun : poudre d'or.
- Kinji : couleur or brillant. La différence entre ces deux ors réside dans les poudres (marufun) qui les composent.
- kirikane : formes géométriques (le plus souvent des carrés ou des triangles) découpées à la lame de rasoir (jamais aux ciseaux qui courberaient les bords) dans des bandes de métal (kanagai) disponibles en trois épaisseurs. Le décor kirikane s'applique sur un fond fundame.
- Koban ou kobampun : mélange de trois parties de poudre d'or et d'une partie de poudre d'argent. L'oxydation de l'argent confère à l'or un aspect verdâtre.
- Marufun : nom générique donné à toutes les poudres métalliques (or, argent ou koban). Il existe dix granulométries différentes de marufun.
- Nashiji : paillettes irrégulières d'or (kin nashiji), d'argent (gin nashiji) ou de koban (koban nashiji). Existent en 7 ou 8 granulométries différentes. Toujours saupoudrées à l'aide du tsutsu, elles sont très utilisées pour l'intérieur de compartiments. Leur nom vient de leur ressemblance avec la peau de la poire nashiji. les gyôbu nashiji sont des nashiji dont la granulométrie, bien supérieure à celle des nashiji, interdit l'usage du tsutsu. Ils devront être mis en place un par un à l'aide d'une fine tige en bambou ou une aiguille.
- Sumiko : couleur noire, mate, obtenue en saupoudrant la laque de charbon de bois.
- Roiro urushi : Le roiro est le nom donné à la couleur noire extrêmement brillante, à fort pouvoir réfléchissant. L'urushi est le nom donné par les japonais au laque, c'est-à-dire au suc à l'état brut directement extrait de l'arbre. Le roiro urushi est obtenu par réaction chimique entre le laque et des particules de fer. Le mélange était autrefois préparé par l'artiste lui-même puis filtré plusieurs fois à travers un papier poreux (yoshino gami) jusqu'à obtention de la couleur noire désirée. Actuellement[Quand ?], le roiro urushi peut être acheté, prêt à l'emploi, auprès de marchands spécialisés (urushiya). Le brillant est obtenu par un polissage minutieux et répété des couches de laque. Le noir, profond change de couleur avec le temps et peut devenir caramel voire rouge.

## Les laques de Coromandel
Le nom des laques dits « de Coromandel » fut donné par les Anglais d'après le nom de la côte orientale de l'Inde où les laques étaient chargés sur les navires des Compagnie des Indes orientales, fondées au XVIIe siècle. Exportés vers l'Europe, notamment sous la forme de grands paravents, certains de ces objets furent découpés pour être intégrés au mobilier européen, à des commodes notamment, par l’intermédiaire des marchands-merciers.
Après la fin du blocus instauré par les Ming pour lutter contre la piraterie et la proclamation en 1684 de la liberté de commerce extérieur par l’empereur Kangxi (r. 1662-1722), les compagnies européennes obtiennent l’autorisation de séjourner à Canton à partir de 1715. Ces mesures permettent ainsi l’essor du commerce entre l’Europe et la Chine au XVIIIe siècle. Les cargaisons se chargent des marchandises le plus prisées (thé, soie et porcelaines) et des laques, aussi nommés « vernis ».  Commodes, paravents, cabinets, bureaux, tableaux de vernis, plateaux, tabatières, boîtes et plus rarement chaises à porteurs constituent ce mobilier laqué. Répondant souvent aux besoins domestiques des Occidentaux, ces objets manufacturés aux décors archétypaux sont produits en série, permettant de satisfaire un grand nombre d’amateurs d’objets chinois.
Par conséquent, avec l’amplification de ce commerce au XVIIIe siècle, un grand nombre d’objets d’Extrême-Orient arrive en Europe. Ce flux important permet une démocratisation de ces biens, auparavant réservés à une élite. La demande est telle que les marchands merciers doivent innover et proposer une plus grande variété d’objets. Ces grands marchands d’art, « marchands de tout, faiseur de rien » d’après Diderot dans l’Encyclopédie, jouent un rôle important dans la mise au goût du jour des œuvres et la promotion des objets asiatiques acheminés par les Compagnies des Indes orientales. Ne pouvant rien fabriquer par eux-mêmes, ils s’adressent à des corps de métiers différents pour proposer de nouveaux objets. Les laques remontées sur des meubles font partie des pièces les plus caractéristiques de la « production » des marchands-merciers avec celles des porcelaines montées sur ces meubles. Fruit de leur imagination, ces meubles ornés de panneaux de laques provenant de Chine ou du Japon sont d’un grand luxe et destinés à une clientèle fortunée. L’un des premiers exemplaires est la commande pour le cabinet de retraite de la Reine Marie Leczynska à Fontainebleau de 1737, fournie par le célèbre marchand-mercier Thomas-Joachim Hébert (1687-1773). Lazare Duvaux (vers 1703-1758), autre grand marchand-mercier, livra également des meubles en laque d’Extrême-Orient ou en verni, notamment à la marquise de Pompadour. Il fit appel à des ébénistes de renom tel Bernard II Van Risen Burgh (1700-1760), aussi appelé par ses initiales B.V.R.B qu’il estampille, afin de confectionner divers meubles ornés de ces laques dites « de Coromandel ». Complétés par du vernis européen et ornés de bronze doré, ces objets illustrent l’intégration de l’exotisme de la laque et la mode des «chinoiseries» à du mobilier répondant au goût de l’époque.

## La peinture laquée industrielle
La technique, plus simple, nécessite également de travailler dans un local exempt de poussière. Elle utilise des peintures laques à base de résines thermodurcissables (alkydes ou glycéro-phtaliques) et les peintures laques polyuréthanes à l'aspect brillant, issues de découvertes faites au début du XXe siècle et qui ont trouvé des applications en tant que produits industriels utilisés dans le monde entier. Les différentes couches peuvent être passées avec un pistolet à peinture et poncées avec les papiers abrasifs à l’eau, de granulométrie minimale 800 (puis, éventuellement, 1000 ou supérieure) afin d'obtenir une surface parfaitement lisse. En superposant des couches de peinture de couleur différentes, l'abrasion jointe au travail du pistolet à peinture permettent des effets artistiques de dégradés subtils. Il est même possible, par ailleurs, de déposer des fragments de feuille d'or, ou de toute autre matière similaire, avant la couche de finition incolore afin d'imiter certains laques et leur bel effet décoratif et prestigieux.